# MDM-1 Fox
Der MDM-1 Fox ist ein doppelsitziges polnisches Segelflugzeug für den Kunstflug.
Er wurde wie der einsitzige Swift S-1 von Zakład Remontów i Produkcji Sprzętu Lotniczego hergestellt.
MDM steht für Margański – Dunowski – Makula. Die einsitzige Variante des Fox heißt „Solo-Fox“. Außerdem gibt es noch eine verlängerte Variante mit dem Namen „Longfox“ und ein vom Fox abgeleitetes Motorflugzeug „Małgosia“.

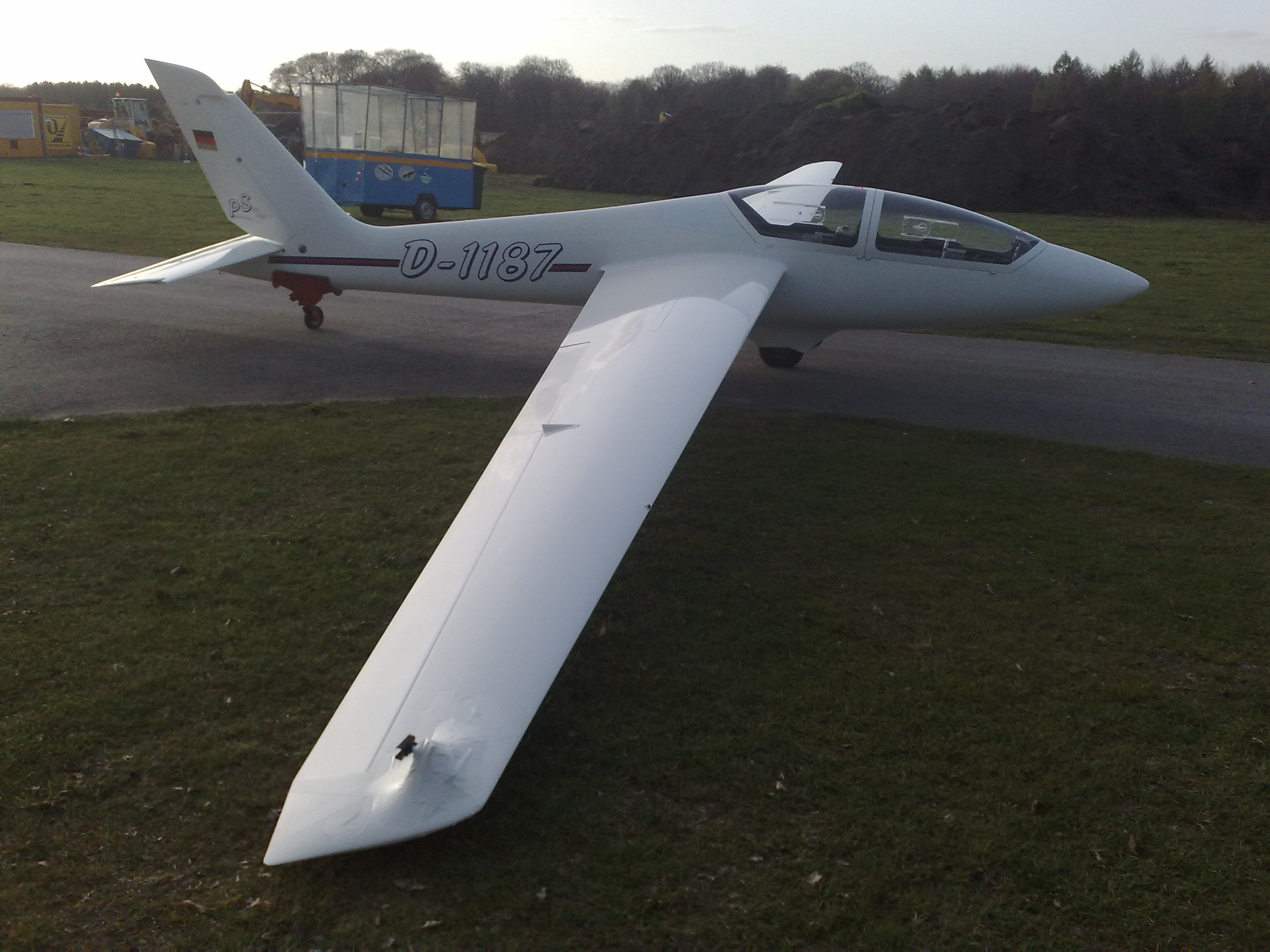
MDM-1 Fox „SpuckNich“ in Dinslaken